# إيفان ريدكاتش
إيفان ريدكاتش (بالأوكرانية: Редкач Іван Юрійович) مواليد 11 مارس 1986 في الجمهورية الأوكرانية السوفيتية الاشتراكية، هو ملاكم محترف أوكراني يصنف ضمن فئة وزن خفيف الوسط بدأ مسيرته الاحترافية سنة 2009 حيث انتصر في نزاله الأول.

## إحصائيات
خاض خلال مسيرته 33 نزالا، فاز في 24 وتعادل في 1 وخسر في 7. فاز بالضربة القاضية في 19 نزالا.

## روابط خارجية
- إيفان ريدكاتش على موقع بوكس ريك (الإنجليزية) (registration required)